# .sh
SH es el dominio de nivel superior geográfico (ccTLD) para Santa Elena.